# ファイトガリバー
ファイトガリバー（欧字名:Fight Gulliver、1993年3月17日 - 2019年9月10日）は、日本の競走馬、繁殖牝馬。
1996年の桜花賞（GI）優勝馬である。

## 経歴

### デビュー前

#### 誕生までの経緯
ビューティマリヤは、父トライバルチーフ、母父ファラモンドの牝馬である。日本における牝系の祖は、小岩井農場が明治40年（1907年）輸入した基礎輸入牝馬20頭のうちの1頭であるアストニシメントであった。1982年に南関東競馬で競走馬デビューし1戦1勝で引退する。翌年から北海道門別町の天羽牧場で繁殖牝馬となり、1984年に初仔を生産した。
初仔から3番仔までは、冠名「ミホ」「ミホノ」を用いる堤賢一が所有。4番仔から7番仔までは、冠名「ナリタ」「オースミ」などを用いる山路秀則が所有していた。中でも5番仔ナリタタイセイ（父:ダイナガリバー）は、栗東トレーニングセンター所属の中尾謙太郎厩舎からデビューし、1991年秋の新馬戦、1992年春の若菜賞、若駒ステークスを優勝。同年、皐月賞指定オープンの若葉ステークス3着を経て臨んだ皐月賞では、ミホノブルボンに次ぐ2着となった。そして東京優駿トライアルのNHK杯で優勝し、続く東京優駿では、7着という成績を残していた。
ナリタタイセイは、中尾が牧場から見出し、山路に所有をお願いしてデビューしていた。父が内国産種牡馬ダイナガリバーであり、山路は仕方なく所有した面もあったところ、虚弱体質の持ち主であることが判明し、デビュー前の一頓挫でデビューが遅れる。加えてデビューしても気管に欠陥があって満足に調教できなかったり、その影響で東京優駿を凡走したりするなど、様々な障害を抱えながら走った現役時代だった。東京優駿の後は、夏休みを経て京都新聞杯で復帰するも10着敗退し、そこから1年間戦線を離脱。復帰しても14着に敗退し、そのまま引退。11戦しか走れなかった。
天羽牧場は、1930年に創業された家族経営の生産牧場である。繁殖牝馬の配合相手は、コンピューターソフトで抽出した種牡馬を見て、それを否定してから、当主・天羽繁によれば「それほど深い考えがない」種牡馬を選ぶという方式を取っていた。生産馬はロンググレイスが、1983年のエリザベス女王杯を制したのを最後に大タイトルから遠ざかっていた。しかしナリタタイセイが出現、クラシックのタイトルまであと一息だった。
ナリタタイセイを産んでからのビューティマリヤは、タマモクロス、サクラユタカオーと交配したが、出来が良くなかった。そしてナリタタイセイがNHK杯に臨み勝利した直後の1992年春、天羽はナリタタイセイの再現を狙って、交配相手を再びダイナガリバーとする。それから1年が経過して、1993年3月17日、天羽牧場にてビューティマリヤの8番仔となる鹿毛の牝馬、ナリタタイセイの全妹（後のファイトガリバー）が誕生する。顔には父ダイナガリバーのように、額から鼻まで連なる白のマーキングがあった。

#### 幼駒時代
8番仔は、素直な気性で、人間の手がかからなかった。怪我や病気などもなく、順調に成長する。外見は、繁によればナリタタイセイに「そっくり（中略）顔も体も笑っちゃうくらいよく似て」おり、「男馬のような馬」であった。検分に訪れた中尾も高く評価しており、「お兄ちゃんより馬が垢抜けしていて、牝馬らしくなく骨太」だったという。中尾は、自らで管理するために、所有してくれる馬主を探し始める。まずナリタタイセイで共にクラシックを夢見た山路に声を掛けていた。しかし山路は、ナリタタイセイでの苦い経験から、所有を固辞していた。中尾によれば山路は「もうあんな弱い血統はいらん」と突っぱねたという。代わって、品川昇が所有することとなる。品川は8番仔に「ファイトガリバー」という競走馬名を授ける。ファイトガリバーは、兄同様に中尾厩舎に入厩する。
中尾は、兄の反省を生かしてファイトガリバーの調教に挑んでいた。入厩当初は多少の難点があったものの、後躯（トモ）が充実するにつれて、それが埋まっていき、それ以降は「苦労はなくなりました（中略）やりやすい馬」だった。それに調教に跨った「人間すべてに大きな期待を持たせる馬」だったという。主戦騎手には、マヤノトップガンやワンダーパヒュームの主戦を担っていた田原成貴が起用される。田原が騎乗して初めて坂路調教をした際には、田原が「先生、これは普通の馬じゃないですよ」（中尾）と述べていたという。

### 競走馬時代

#### 桜花賞トライアルまで
1995年10月15日、京都競馬場の新馬戦（ダート1200メートル）に臨む。中尾は体が太めのままデビューさせていたが、2番人気に支持される。3番手を追走し、先行する1番人気と3番人気に直線で接近し、差し切りを果たした。2着の3番人気に1馬身4分の3差、3着の1番人気に約3馬身、4着以下に10馬身以上離して初勝利を挙げる。その後は、ソエを患って休養、年内全休となる。
4歳となった1996年1月6日、格上挑戦で臨んだ紅梅賞（OP）では、2番手集団に収まって直線に向き、抜け出したが、後方から追い込んだリトルオードリーに差し切られていた。クビ差の2着となる。その後は、自己条件・阪神競馬場の雪割草特別（500万円以下）に登録するも除外され、同週の2月25日、中山競馬場の桃花賞（500万円以下）に臨む。田原は関西に留まったため、武豊が代打を務めた。中団追走から直線にて、内に斜行しながらも追い上げて差し切っていた。クビ差だけ先着して2勝目を挙げる。それから3月17日、桜花賞のトライアル競走であるアネモネステークス（OP）に臨む。1番人気に支持されたが、先行して抜け出した2番人気ノースサンデーには敵わなかった。ノースサンデーに約4馬身後れを取る3着となる。2着までに与えられる優先出走権を獲得できなかった。

#### 桜花賞
続いて4月7日に行われる、桜花賞（GI）を目指した。この年の牝馬クラシック戦線は、前年暮れの阪神3歳牝馬ステークスのワンツースリー、ビワハイジ、エアグルーヴ、イブキパーシヴが中心視されており、それに未対戦の新興勢力、報知杯4歳牝馬特別優勝馬で4戦3勝2着1回のリトルオードリー、ホープフルステークス優勝馬で4戦3勝2着1回のメイショウヤエガキがどの程度迫れるのかが、広く関心を集めていた。
4戦2勝2着1回3着1回のファイトガリバーは、新興勢力のリトルオードリーに屈した1頭に過ぎなかった。優先出走権を得ていない2勝馬では賞金が足りず、除外対象、良くても同格による抽選に当選する必要があった。しかし当日が近づくにつれて、最有力視されていた優先出走権保有馬・エアグルーヴを筆頭に、賞金上位馬がアクシデントで回避が続々発生。これにより、最後まで出走を願い続けた2勝馬5頭がいずれも出走できるまでとなっていた。その中の1頭がファイトガリバーだった。

エアグルーヴの回避で「混戦」となり、オッズは4倍台からだった。1番人気はリトルオードリー、2番人気はビワハイジ、3番人気は別角度から来たマックスロゼ、4番人気は臨戦過程で一頓挫あったイブキパーシヴ、5番人気はメイショウヤエガキであり、ここまでがオッズ一桁台だった。一方、繰り上がりで出走にこぎつけたファイトガリバーは注目されず、27.3倍の10番人気だった。前年は、阪神・淡路大震災の影響で京都で行われたため、2年ぶりとなる阪神競馬場での桜花賞だった。
2枠3番からスタートしたファイトガリバーは、最初のコーナーである第2コーナーを最後方で通過する。人気のリトルオードリーやビワハイジは先行し、イブキパーシヴは中団に位置していた。逃げ馬は平均ペースで先導し、人気馬には有利、ファイトガリバーにとっては不利な流れとなっていた。第3コーナーから最終コーナーにかけて、ファイトガリバーは内側から進出し、好位にいるイブキパーシヴの背後を確保する。迎えた直線では、外に持ち出してから追い上げを開始し、まもなく前のイブキパーシヴを射程に入れていた。各馬道中で温存が可能なペースだったため、終いは末脚比べとなる。ファイトガリバーは、イブキパーシヴにまもなく並び立ち、先に抜け出していたノースサンデーや、カネトシシェーバーを吸収した。そして2頭は、共に先頭へ躍り出る。しかし、まもなくしてファイトガリバーがもう一伸びし、イブキパーシヴを突き放していた。イブキパーシヴに半馬身差をつけて、決勝線を先頭で通過する。
GI、重賞初勝利となる。兄が果たせなかったクラシック制覇を成し遂げた。また走破タイム1分34秒4は、1994年オグリローマンより2秒速いレースレコードだった。騎乗した田原は、前年の桜花賞をワンダーパヒュームで制しており、桜花賞連覇。他に1984年にダイアナソロンで、1987年にマックスビューティで制しており、桜花賞4勝目だった。加えて中尾は厩舎開業22年目で初GI優勝。天羽牧場もGI相当の競走は1983年エリザベス女王杯をロンググレイスで制して以来だった。牧場には病気の当歳幼駒がいたため、天羽一家は、競馬場に臨場することができず、テレビ観戦だった。田原が勝利を確信したのは、最終コーナーで人気馬を射程に入れた時だったという。

#### 桜花賞以後
5月26日、優駿牝馬（オークス）（GI）に臨む。桜花賞優勝馬として牝馬クラシック二冠を目指す立場だったが、適性が疑われた。田原成貴は「距離に不安はあったね。だからこそ勝負は桜花賞という気持ちもあったしね。」と後に語っている。桜花賞を回避した最有力候補エアグルーヴ、サンケイスポーツ賞4歳牝馬特別の2着ナナヨーストーム、3着エリモシックの方が信頼されて、4番人気だった。ファイトガリバーは、スタートから後方を追走、直線で外に持ち出してから追い上げを開始する。内で伸びあぐねる各馬をかわしていたが、エアグルーヴだけには敵わなかった。エアグルーヴに1馬身半差つけられる2着となる。その後は、在厩のまま夏休みとなる。
秋はローズステークスで始動し、三冠目の秋華賞を目指していた。しかし始動戦のローズステークスは7着に敗れ、まもなく屈腱炎を発症。秋華賞を諦め、以後1年以上戦線を離脱する。5歳となった1997年秋、富士ステークス（OP）で復帰し、それから5戦するも良績は残せずいずれも敗退。6歳となった翌1998年春に競走馬を引退する。

### 繁殖牝馬時代
引退後は、生まれ故郷の天羽牧場で繁殖牝馬となる。1999年に初仔を産んでから、2013年までに10頭の仔を得た。うち7頭が競走馬デビューを果たしている。また10頭のうち、5頭が牝馬であり、いずれも繁殖牝馬となっている。2015年を最後に種付けされなかった。2019年9月10日に、26歳で死亡する。

## 競走成績
以下の内容は、netkeiba.com並びにJBISサーチの内容に基づく。
| 競走日     | 競馬場 | 競走名       | 格   | 距離 （馬場） | 頭 数 | 枠 番 | 馬 番 | オッズ （人気） | 着 順 | タイム （上り3F） | 着差 | 騎手      | 斤量 [kg] | 1着馬 （2着馬）    | 馬体重 [kg] |
| ---------- | ------ | ------------ | ---- | ------------- | ----- | ----- | ----- | --------------- | ----- | ----------------- | ---- | --------- | --------- | ------------------ | ----------- |
| 1995.10.15 | 京都   | 3歳新馬      |      | ダ1200m（良） | 13    | 4     | 5     | 04.00（2人）    | 01着  | 01:13.7（37.4）   | -0.3 | 0田原成貴 | 53        | (クレバーウーマン) | 494         |
| 1996.01.06 | 京都   | 紅梅賞       | OP   | 芝1200m（良） | 11    | 2     | 2     | 08.10（4人）    | 02着  | 01:09.8（35.0）   | -0.1 | 0田原成貴 | 53        | リトルオードリー   | 486         |
| 0000.02.25 | 中山   | 桃花賞       | 5下  | 芝1600m（良） | 15    | 8     | 14    | 01.50（1人）    | 01着  | 01:35.7（35.9）   | -0.1 | 0武豊     | 53        | (スガノビジン)     | 482         |
| 0000.03.17 | 阪神   | アネモネS    | OP   | 芝1400m（重） | 15    | 6     | 10    | 02.60（1人）    | 03着  | 01:22.9（35.8）   | -0.7 | 0田原成貴 | 54        | ノースサンデー     | 476         |
| 0000.04.07 | 阪神   | 桜花賞       | GI   | 芝1600m（良） | 18    | 2     | 4     | 27.3（10人）    | 01着  | 01:34.4（34.5）   | -0.1 | 0田原成貴 | 55        | (イブキパーシヴ)   | 470         |
| 0000.05.26 | 東京   | 優駿牝馬     | GI   | 芝2400m（良） | 18    | 1     | 1     | 09.10（4人）    | 02着  | 02:29.3（34.4）   | -0.2 | 0田原成貴 | 55        | エアグルーヴ       | 474         |
| 0000.09.22 | 阪神   | ローズS      | GII  | 芝2000m（良） | 9     | 8     | 8     | 04.00（2人）    | 07着  | 02:03.5（36.8）   | -0.9 | 0田原成貴 | 54        | ヒシナタリー       | 492         |
| 1997.11.22 | 東京   | 富士S        | OP   | 芝1400m（稍） | 16    | 5     | 10    | 23.50（8人）    | 12着  | 01:23.9（36.3）   | -1.1 | 0中舘英二 | 58        | ビコーアルファー   | 508         |
| 0000.12.14 | 阪神   | 阪神牝馬特別 | GII  | 芝1600m（良） | 16    | 4     | 8     | 09.50（5人）    | 08着  | 01:35.2（35.7）   | -0.7 | 0福永祐一 | 55        | エアウイングス     | 506         |
| 1998.01.11 | 京都   | 洛陽S        | OP   | 芝1600m（良） | 15    | 6     | 10    | 12.40（6人）    | 09着  | 01:35.6（34.0）   | -0.5 | 0福永祐一 | 57        | ホッコービューティ | 492         |
| 0000.01.31 | 京都   | 京都牝馬特別 | GIII | 芝1600m（良） | 13    | 7     | 10    | 02.90（1人）    | 04着  | 01:35.3（35.1）   | -0.6 | 0武豊     | 57        | ビワハイジ         | 494         |
| 0000.03.02 | 中山   | 中山牝馬S    | GIII | 芝1800m（重） | 12    | 5     | 5     | 11.30（4人）    | 07着  | 01:50.5（36.4）   | -0.7 | 0菊沢隆徳 | 55        | メジロランバダ     | 488         |

## 繁殖成績
|        | 生年   | 馬名               | 性 | 毛色   | 父                     | 馬主               | 管理調教師                         | 戦績    | 供用 | 出典          |
| ------ | ------ | ------------------ | -- | ------ | ---------------------- | ------------------ | ---------------------------------- | ------- | ---- | ------------- |
| 初仔   | 1999年 | ファイトブライアン | 牡 | 黒鹿毛 | ナリタブライアン       | 品川昇 →品川日出子 | 中尾謙太郎（栗東） →宮本博（栗東） | 10戦2勝 | 抹消 | [ 38 ] [ 39 ] |
| 2番仔  | 2000年 | ファイトグラシアス | 牝 | 鹿毛   | フォーティナイナー     | 品川昇             | 中尾謙太郎（栗東）                 | 不出走  | 繁殖 | [ 40 ] [ 41 ] |
| 3番仔  | 2001年 | ファイトエリシオ   | 牡 | 黒鹿毛 | エリシオ               | 品川日出子         | 宮本博（栗東）                     | 不出走  | 抹消 | [ 42 ] [ 43 ] |
| 4番仔  | 2002年 | ペガサスファイト   | 牡 | 鹿毛   | エルコンドルパサー     | （有）天羽牧場     | 長浜博之（栗東）                   | 42戦6勝 | 抹消 | [ 44 ] [ 45 ] |
| 5番仔  | 2003年 | オールマイティ     | 牝 | 黒鹿毛 | フジキセキ             | 中井敏雄           | 長浜博之（栗東）                   | 不出走  | 繁殖 | [ 46 ] [ 47 ] |
| 6番仔  | 2004年 | トップエクセレント | 牝 | 黒鹿毛 | アグネスタキオン       | 中井敏雄           | 長浜博之（栗東）                   | 13戦2勝 | 繁殖 | [ 48 ] [ 49 ] |
| 7番仔  | 2005年 | アグネスファスト   | 牝 | 鹿毛   | アグネスタキオン       | 渡辺孝男           | 長浜博之（栗東）                   | 5戦1勝  | 繁殖 | [ 50 ] [ 51 ] |
|        | 2006年 | 死産               |    |        | シンボリクリスエス     |                    |                                    |         |      | [ 52 ] [ 2 ]  |
|        | 2007年 | 種付けせず         |    |        |                        |                    |                                    |         |      | [ 52 ] [ 2 ]  |
|        | 2008年 | 流産               |    |        | ロックオブジブラルタル |                    |                                    |         |      | [ 52 ] [ 2 ]  |
|        | 2009年 | 不受胎             |    |        | アグネスタキオン       |                    |                                    |         |      | [ 52 ] [ 2 ]  |
|        | 2010年 | 流産               |    |        | ダンスインザダーク     |                    |                                    |         |      | [ 52 ] [ 2 ]  |
| 8番仔  | 2011年 | ウィルソン         | 牡 | 黒鹿毛 | ネオユニヴァース       | （有）天羽牧場     | 矢作芳人（栗東） →田中範雄（園田） | 7戦0勝  | 抹消 | [ 54 ] [ 55 ] |
| 9番仔  | 2012年 | ペガサスボス       | 牡 | 黒鹿毛 | ディープインパクト     | （有）天羽牧場     | 矢作芳人（栗東）                   | 28戦3勝 | 抹消 | [ 56 ] [ 57 ] |
| 10番仔 | 2013年 | ヴィリア           | 牝 | 黒鹿毛 | ディープインパクト     | 田所英子           | 矢作芳人（栗東） →川西毅（名古屋） | 9戦1勝  | 繁殖 | [ 59 ] [ 60 ] |
|        | 2014年 | 不受胎             |    |        | ディープブリランテ     |                    |                                    |         |      | [ 52 ] [ 2 ]  |
|        | 2015年 | 不受胎             |    |        | ハードスパン           |                    |                                    |         |      | [ 52 ] [ 2 ]  |

## 血統表
| ファイトガリバーの血統          | ファイトガリバーの血統                                                        | ファイトガリバーの血統                                                        | （血統表の出典）                                                              | （血統表の出典）    |
| 父系                            | ノーザンテースト系                                                            | ノーザンテースト系                                                            | ノーザンテースト系                                                            | [ § 2 ]             |
| 父 ダイナガリバー 1983 鹿毛     | 父の父*ノーザンテースト Northern Taste 1971 栗毛                              | Northern Dancer                                                               | Nearctic                                                                      | Nearctic            |
| 父 ダイナガリバー 1983 鹿毛     | 父の父*ノーザンテースト Northern Taste 1971 栗毛                              | Northern Dancer                                                               | Natalma                                                                       |                     |
| 父 ダイナガリバー 1983 鹿毛     | 父の父*ノーザンテースト Northern Taste 1971 栗毛                              | Lady Victoria                                                                 | Victoria Park                                                                 | Victoria Park       |
| 父 ダイナガリバー 1983 鹿毛     | 父の父*ノーザンテースト Northern Taste 1971 栗毛                              | Lady Victoria                                                                 | Lady Angela                                                                   |                     |
| 父 ダイナガリバー 1983 鹿毛     | 父の母ユアースポート 1972 鹿毛                                                | *バウンティアス                                                               | Rockefella                                                                    | Rockefella          |
| 父 ダイナガリバー 1983 鹿毛     | 父の母ユアースポート 1972 鹿毛                                                | *バウンティアス                                                               | Marie Elizabeth                                                               |                     |
| 父 ダイナガリバー 1983 鹿毛     | 父の母ユアースポート 1972 鹿毛                                                | ファインサラ                                                                  | Correlation                                                                   | Correlation         |
| 父 ダイナガリバー 1983 鹿毛     | 父の母ユアースポート 1972 鹿毛                                                | ファインサラ                                                                  | *レディスラー                                                                 |                     |
| 母 ビューティマリヤ 1980 黒鹿毛 | 母の父*トライバルチーフ Tribal Chief 1967 黒鹿毛                              | Princely Gift                                                                 | Nasrullah                                                                     | Nasrullah           |
| 母 ビューティマリヤ 1980 黒鹿毛 | 母の父*トライバルチーフ Tribal Chief 1967 黒鹿毛                              | Princely Gift                                                                 | Blue Gem                                                                      |                     |
| 母 ビューティマリヤ 1980 黒鹿毛 | 母の父*トライバルチーフ Tribal Chief 1967 黒鹿毛                              | Mwanza                                                                        | Petition                                                                      | Petition            |
| 母 ビューティマリヤ 1980 黒鹿毛 | 母の父*トライバルチーフ Tribal Chief 1967 黒鹿毛                              | Mwanza                                                                        | Lake Tanganyika                                                               |                     |
| 母 ビューティマリヤ 1980 黒鹿毛 | 母の母チュウオーマリヤ 1971 黒鹿毛                                            | *ファラモンド                                                                 | Sicambre                                                                      | Sicambre            |
| 母 ビューティマリヤ 1980 黒鹿毛 | 母の母チュウオーマリヤ 1971 黒鹿毛                                            | *ファラモンド                                                                 | Rain                                                                          |                     |
| 母 ビューティマリヤ 1980 黒鹿毛 | 母の母チュウオーマリヤ 1971 黒鹿毛                                            | アシヤケイコ                                                                  | *ライジングフレーム                                                           | *ライジングフレーム |
| 母 ビューティマリヤ 1980 黒鹿毛 | 母の母チュウオーマリヤ 1971 黒鹿毛                                            | アシヤケイコ                                                                  | ミネノタケ                                                                    |                     |
| 母系(F-No.)                     | アストニシメント系(FN:7-c)                                                    | アストニシメント系(FN:7-c)                                                    | アストニシメント系(FN:7-c)                                                    | [ § 3 ]             |
| 5代内の近親交配                 | Nearco5×5、Lady Angela4･5（父内）、Hyperion5･5（父内）、Fair Trial5･5（母内） | Nearco5×5、Lady Angela4･5（父内）、Hyperion5･5（父内）、Fair Trial5･5（母内） | Nearco5×5、Lady Angela4･5（父内）、Hyperion5･5（父内）、Fair Trial5･5（母内） | [ § 4 ]             |
| 出典                            | 1. 2. 3. 4.                                                                   | 1. 2. 3. 4.                                                                   | 1. 2. 3. 4.                                                                   | 1. 2. 3. 4.         |

母系はアストニシメント系とよばれる牝系で、全兄にNHK杯優勝馬ナリタタイセイ、半姉ミホグレースの孫にコスモフォーチュン（2006年北九州記念）、コスモプラチナ（2009年マーメイドステークス）、曽祖母の全姉ミスケイコの子に桜花賞優勝馬ヒデコトブキがいる。